# Pronotalia orobanchiae
Pronotalia orobanchiae är en stekelart som beskrevs av Graham 1991. Pronotalia orobanchiae ingår i släktet Pronotalia och familjen finglanssteklar.
Artens utbredningsområde är:
- Iran.
- Uzbekistan.

Inga underarter finns listade i Catalogue of Life.